# لوان أمرا
أن بيشر (Anne peichert) و تعرف أكثر باسم شهرتها لوان أمرا (louane emera)  مغنية وكاتبة أغاني وممثلة فرنسية ولدت في 26 نوفمبر سنة1996 .برزت في مجال الموسيقي بعد مشاركتها في الموسم الثاني من برنامج ذا فويس «: الصوت الأجمل» في نسخته الفرنسية (بالفرنسية: the voice :le belle viox)‏ بتحكيم الفرنسي «لويس برتيناك» (بالفرنسية: Louis bertignac)‏ وبلوغها أن ذاك الأدوار النصف النهائية، نالت بعد ذلك دورا رئيسيا في الفيلم الفرنسي «عائلة بيليير» (بالفرنسية: famille béllier)‏ وحازت عن دورها فيه «جائزة سيزار».قامت المغنية الفرنسية بأداء أغنية مع ثنائي الدي جي الأمريكي ذا شينسموكرز تحت عنوان (بالإنجليزية: it won't kill ya)‏ .

## حياتها
ولدت «أن» في منطقة هينان بومونت (بالفرنسية: henin_Beaumont)‏ في فرنسا وتعيش رفقة شقيقاتها الأربعة وأخ وحيد. والدها «جون_بيير بيشر» (بالفرنسية: Jon_Pierre peichert)‏ فرنسي من أب ذا أصل بولوني وأم ألمانية، أما أمها «إسابيل بينتا دوس سانتوس» فهي برازلية ولدت في البرتغال.أصبحت يتيمة الأب بعد وفاته بعد ثلاثة أشهر من مشاركتها في برنامج ذا فويس تبعته والدتها التي توفيت سنة 2014 .

## جوائز وترشيحات
| السنة | الجوائز        | الفئة                  | عمل               | نتيجة |
| 2015  | Lumière Awards | Most Promising Actress | La Famille Bélier | فازت  |
| 2015  | César Awards   | Most Promising Actress | La Famille Bélier | فازت  |

## وصلات خارجية
- لوان أمرا على موقع IMDb (الإنجليزية)
- لوان أمرا على موقع قاعدة بيانات الأفلام العربية
- لوان أمرا على موقع ألو سيني (الفرنسية)
- لوان أمرا على موقع ميوزك برينز (الإنجليزية)
- لوان أمرا على موقع أول ميوزيك (الإنجليزية)
- لوان أمرا على موقع ديسكوغز (الإنجليزية)
- لوان أمرا على موقع قاعدة بيانات الفيلم (الإنجليزية)
- لوان أمرا على موقع كينوبويسك (الروسية)
- الموقع الرسمي
- قائمة باشهر أعمال Louane على موقع djpunjabmp3